# 北海道道247号置戸温根湯線
北海道道247号置戸温根湯線（ほっかいどうどう247ごう おけとおんねゆせん）は、北海道常呂郡置戸町と北見市を結ぶ一般道道（北海道道）である。

## 概要

### 路線データ
- 起点：北海道常呂郡置戸町中里（北海道道211号春日置戸線・ 北海道道1050号常元中里線交点）
- 終点：北海道北見市留辺蘂町温根湯温泉（国道39号交点）
- 路線延長：14.3km（総延長）

## 歴史
- 1957年（昭和32年）3月30日 - 152号として路線認定[1]。
- 1994年（平成6年）10月1日 - 路線番号を247号に変更[2]。

## 路線状況

### 主な峠
- 温根湯峠＝置戸町字安住 - 北見市留辺蘂町松山

## 地理
置戸町側は、墓地の沢川（常呂川支流）左岸を通る。

### 通過する自治体
- オホーツク総合振興局
  - 常呂郡置戸町
  - 北見市

### 交差する道路
置戸町
- 北海道道211号春日置戸線 - 中里（起点）
- 北海道道1050号常元中里線 - 中里（起点）

北見市
- 国道39号 - 留辺蘂町温根湯温泉（終点）